# Al-Ahli Sports Club
O Al-Ahli Sports Club (em árabe: نادي الاهلي القطري), também conhecido como Al Ahli Doha, é uma agremiação esportiva com sede em Doha. É mais conhecida por seu departamento de futebol. Manda suas partidas no Khalifa International Stadium. É o mais antigo clube desportivo do Catar, tendo sido criado na década de 50.

## História
O clube foi fundado em 1950 sob o nome de Al Nagah Sports Club, que o torna o mais antigo clube desportivo no Qatar. O Al Nagah SC foi criado pelos fundadores do outro clube, chamado Sawt al-Arab, que posteriormente foi dissolvido. O mais proeminente dos fundadores era Naji Musaad, o primeiro presidente do clube. A primeira sede do clube ficava localizada em uma casa residencial e custava 70 rúpias por mês de aluguel.
Em 1964, o clube foi fundado formalmente. Em 1972, o Al Nagah se fundiu com outro clube local, sob o nome atual, Al Ahli Sports Club. A primeira diretoria foi formada por oito membros, e as cores do clube foram oficialmente definidas como verde e branco.
Na temporada 1984–85, o clube recebeu uma nova sede, equipada com treinamento moderno e instalações recreativas. O clube só ganhou apenas um troféu nacional desde a sua formação, a Copa do Emir, vencida quatro vezes, incluindo a edição inaugural.

## Títulos
- Emir Copa do Qatar: 4

1973, 1981, 1987 e 1992;
- Sheikh Jassem Cup: 2

Vice-campeão (2): 1999 e 2006;

## Performance em competições asiáticas
- Copa dos Campeões da Ásia: 2 participações

1992/93: Primeira fase
1998/99: Segunda fase